# Pär Gerell
Pär Gerell, né le 23 juin 1982 à Växjö (Småland), est un pongiste suédois. 
La meilleure place de Pär Gerell au classement mondial ITTF est la 34e qu'il atteint en septembre 2010. En avril 2014, Gerell remonte jusqu’à la 35e place, après être retombé centième entre-temps.

## Biographie
Né à Växjö, ville d’origine du tennisman Mats Wilander et de l’heptathlonienne Carolina Klüft, Pär Gerell vit pour la petite balle blanche depuis qu’il a sept ans. Il pratique d'abord le football et le handball puis découvre le tennis de table grâce à un ami qui l'a emmené à la salle où s'entraîne le Dänningelanda BTK qui sera son premier club. Ses deux jeunes frères le suivirent ensuite. À 18 ans, Gerell obtient son premier titre chez les juniors et prend ensuite son envol. Ce qui le conduit à quitter le Falkenbergs BTK pour atterrir en Allemagne, au TTF Liebherr Ochsenhausen. Il y joue cinq ans mais est obligé de rester sur place et famille comme amis lui manquent.
Aux Jeux olympiques de Pékin en 2008, l'équipe de Suède échoue aux portes des quarts. Gerell perd le match décisif 3-2.
Lors du championnat d'Europe 2009, il se hisse jusqu'en quart de finale où il s'incline face au numéro 1 européen, Timo Boll.
Il rejoint l'ASTT Chartres en 2010, qui lui permet de retourner plus souvent chez lui. Dès sa première saison, Gerell remporte l'ETTU Cup 2010-2011 aux dépens du grand favori Levallois. À 29 ans, Pär Gerell a déjà comme projet de reconversion de tenir un café avec des amis.
Après Pékin, Pär Gerell dispute ses deuxièmes Jeux olympiques en 2012 à Londres. En effet, grâce à sa 58e place dans la hiérarchie mondiale, le gaucher scandinave est qualifié automatiquement pour l’épreuve individuelle. Une première pour lui. Il se fait éliminer au premier tour que ce soit individuellement ou avec l'équipe de Suède.

## Palmarès

### Individuel
| Championnats d'Europe - Simple : quart de finaliste en 2009, demi-finaliste en 2015 - Double : 3e en 2010 - Par équipe : 3e en 2014 |  | Championnat de Suède - Simple (1) : 2011 - Double (3) : 2005, 2009 et 2010 |  | Open du Brésil ITTF - Double (1) : 2005 |  | Open de Chine ITTF -21 ans - Vainqueur en 2003 |  |  |

### En club
| TTF Liebherr Ochsenhausen - Ligue des Champions : finaliste en 2009 - Championnat d'Allemagne (3) : 1997, 2000 et 2004 - Coupe d'Allemagne (3) : 2002, 2003 et 2004 |  | ASTT Chartres - Ligue des Champions : finaliste en 2013 - Pro A (3) : 2012, 2013 et 2014 - ETTU Cup (1) : 2011 |  |  |

## Style de jeu et matériel
Ce gaucher prenant sa raquette à la manière d'un européen est un joueur offensif à mi-distance.
Gerell utilise une raquette avec un caoutchouc « STIGA calibra lt » en coup-droit, « boost tc » en revers et le bois est du « Rosewood VII ».

## Clubs
- 1989-1999 :  Dänningelanda BTK
- 1999-2005 :  Falkenbergs BTK
- 2005-2010 :  TTF Liebherr Ochsenhausen
- depuis 2010 :  ASTT Chartres